# West Side Place
West Side Place es un complejo de cuatro rascacielos situado en el 250 de Spencer Street, en Melbourne (Australia), cuya construcción costó 2400 millones de dólares australianos.

## Descripción
El edificio más alto del complejo, la torre A, contiene seiscientos apartamentos distribuidos en 81 plantas. Con una altura de 268.7 metros, es el cuarto edificio más alto de Melbourne y uno de los más altos de Australia. Además de apartamentos, el edificio contiene un hotel de cinco estrellas con 263 habitaciones y un salón de baile con capacidad para 500 personas. El hotel está gestionado por la cadena Ritz-Carlton y fue inaugurado en marzo de 2023. Ocupa las plantas 61 a 80 del edificio y tiene su sky lobby en la planta 80.
La torre B tiene 65 plantas y 211 metros de altura y contiene 520 apartamentos y un hotel de 3-4 estrellas con 260 habitaciones. La torre C alcanza los 230 metros, tiene 70 plantas y contiene 684 apartamentos, así como el primer Dorsett Hotel de Melbourne. Por último, la torre D tiene 240 metros de altura y contiene 853 apartamentos distribuidos en 72 plantas.
Promovido por el Far East Consortium, el complejo fue propuesto inicialmente en 2013 y aprobado a mediados de 2014 por el entonces ministro de Urbanismo, Matthew Guy. El proyecto contaba con un presupuesto de 1000 millones de dólares australianos y sería el mayor desarrollo urbano del centro de Melbourne, con un total de 97 000 m² de superficie. Estaba previsto que se completara en 2022. La mayor parte de los apartamentos habían sido entregados a fecha de febrero de 2022. Sin embargo, las obras fueron suspendidas en ese mismo mes, cuando el contratista Probuild entró en administración judicial, y las dos torres que quedaban fueron completadas por Multiplex en 2023.